# Kế toán chi tiết
Kế toán chi tiết
Trong nghiệp vụ kế toán, ‘’’Kế toán chi tiết’’’ là việc ghi chép, phản ánh một cách chi tiết nhất, cụ thể các đối tượng, các loại nghiệp vụ cần phải quản lý, theo dõi cụ thể, chi tiết và có thể sử dụng các loại thước đo hiện vật, thước đo lao động và thước đo giá trị tùy theo yêu cầu quản lý của các doanh nghiệp.
Đây là cách phân loại kế toán theo mức độ, tính chất của thông tin phản ánh trong nghiệp vụ kế toán. Đi cùng khái niệm này là khái niệm kế toán tổng hợp.

## Các nghiệp vụ của kế toán chi tiết
Kế toán chi tiết phải thu thập, xử lý, ghi chép và cung cấp thông tin chi tiết bằng đơn vị tiềntệ, đơn vị hiện vật và đơn vị thời gian lao động theo từng đối tượng kế toán cụthể trong đơn vị kế toán. Kế toán chi tiết minh họa cho kế toán tổng hợp. 